# Илир (имя)
Илир (алб. Ilir) — албанское мужское личное имя, производное от древнего имени Илир, а также от фамилии «i lirë» (свободный).